# Ibrahim (film)
Pour plus de détails, voir Fiche technique et Distribution.
Pour les articles homonymes, voir Ibrahim (homonymie).
Ibrahim est un film français réalisé par Samir Guesmi et sorti en 2020.

## Synopsis
Ibrahim vit avec son père Ahmed dans un logement modeste à Paris. Il côtoie Achille, un adolescent de mauvaise influence qui l'entraîne dans un larcin qui échoue. Ils se font prendre et le père d'Ibrahim se voit forcé de rembourser une grande somme d'argent. Depuis, les rapports entre le père et son fils se détériorent, mais l'adolescent est prêt à tout pour rembourser sa dette.

## Fiche technique
- Titre : Ibrahim
- Réalisation et scénario original : Samir Guesmi
- Adaptation et dialogues : Samir Guesmi, Camille Lugan
- Collaboration au scénario : Sylvie Verheyde, Rosa Attab
- Photographie : Céline Bozon
- Son : Julien Sicart, Loïc Prian, Edouard Morin
- Décors : Laurent Baude
- Costumes : Virginie Montel
- Montage : Pauline Dairou
- Musique : Raphaël Eligoulachvili
- Sociétés de production : Why Not Productions
- Société de distribution : Le Pacte
- Pays d'origine :  France
- Langue originale : français
- Format : couleurs — 1,85:1
- Genre : drame
- Durée : 80 minutes
- Dates de sortie :
  - France : 28 août 2020 (FFA[2]) - 23 juin 2021 (sortie en salles)

## Distribution
- Abdel Bendaher : Ibrahim
- Samir Guesmi : Ahmed
- Luàna Bajrami : Louisa
- Rabah Nait Oufella : Achille
- Philippe Rebbot : Jean
- Souad Arsane : la copine de Louisa
- Marilyne Canto : la professeure
- Florence Loiret Caille : la responsable au magasin Boulanger
- Djemel Barek : le responsable adjoint au magasin Boulanger
- Rufus : le client à la brasserie
- Riton Liebman : le prof de sport

## Distinctions

### Récompenses
- Festival du film francophone d'Angoulême 2020 : Valois de diamant (meilleur film), Valois du scénario et de la mise en scène pour Samir Guesmi et Valois de la musique pour Raphaël Eligoulachvili[3],[4]

### Sélection
- Label Cannes 2020[5]